# Macaranga andamanica
Macaranga andamanica är en törelväxtart som beskrevs av Wilhelm Sulpiz Kurz. Macaranga andamanica ingår i släktet Macaranga och familjen törelväxter. Inga underarter finns listade i Catalogue of Life.